# Rites (Jan Garbarek)
Rites is een studioalbum van Jan Garbarek. Het is in verschillende samenstellingen opgenomen in de Rainbow Studio van en met Jan Erik Kongshaug. The moon over Mtatsminda werd opgenomen in Tbilisi.

## Musici
- Jan Garbarek – sopraansaxofoon, tenorsaxofoon, synthesizer, programmeerwerk, percussie
- Rainer Brüninghaus – piano, toetsinstrumenten (track CD1: 3, 4, 6, 7; CD2: 2, 7)
- Eberhard Weber – bas (track CD1: 3, 4, 6, 7; CD2: 2, 7)
- Marilyn Mazur – slagwerk, percussie (track CD1: 2, 3, 4, 5, 6, 7, CD2:2, 6)
- Dzjansoeg Kachidze – zang, dirigent (CD2: 5)
- Symfonieorkest van Tbilisi – orkest (CD2: 5)
- Bugge Wesseltoft – elektronica (track CD1: 1, Cd2: 1, 8, 9), accordeon (CD2, track 6)
- Jongens van het Solvguttenekoor onder leiding van Torstein Grythe (CD2: 4)

## Muziek
| Nr. | Titel                                           | Duur |
| --- | ----------------------------------------------- | ---- |
| 1.  | Rites (Garbarek)                                | 8:27 |
| 2.  | Where the rivers meet (Garbarek)                | 7:01 |
| 3.  | Vast plain, clouds (Garbarek)                   | 5;53 |
| 4.  | So mild the wind, so meek the winter (Garbarek) | 6:09 |
| 5.  | Song, tread lightly (Garbarek)                  | 7:40 |
| 6.  | It’s ok to listen to the gray voice (Garbarek)  | 6:43 |
| 7.  | Her wild ways (trad., Garbarek)                 | 6:44 |

| Nr. | Titel                                      | Duur |
| --- | ------------------------------------------ | ---- |
| 1.  | It’s high time (trad., Garbarek)           | 3:31 |
| 2.  | One ying for every yang (Garbarek)         | 6:32 |
| 3.  | Pan (Garbarek)                             | 6:11 |
| 4.  | We are the stars (Garbarek)                | 5:00 |
| 5.  | The moon over Mtatsminda (Jansug Kakhidze) | 4:02 |
| 6.  | Malinye (Don Cherry)                       | 6:22 |
| 7.  | The white clown (Garbarek)                 | 3:47 |
| 8.  | Evenly they danced (Garbarek)              | 5:18 |
| 9.  | Last rite (Garbarek)                       | 8:25 |

Malinye is opgedragen aan de trompettist Don Cherry die in 1995 overleed. Garbarek had part noch deel aan The moon over Mtatsminda, maar vond de compositie zo mooi, dat het niet zou misstaan op zijn album. Mtatsminda is een necropolis in Tiflis.